# Wólka Łysowska
Wólka Łysowska (prononciation : [ˈvulka wɨˈsɔfska]) est un village polonais de la gmina de Przesmyki dans le powiat de Siedlce de la voïvodie de Mazovie dans le centre-est de la Pologne.
Il se situe à environ 7 km au nord-est de Przesmyki (siège de la gmina), 31 km au nord-est de Siedlce (siège du powiat) et à 114 km à l'est de Varsovie (capitale de la Pologne).
Le village comptait approximativement une population de 323 habitants en 2010.

## Histoire
De 1975 à 1998, le village appartenait administrativement à la voïvodie de Siedlce.

Depuis 1999, il appartient administrativement à la voïvodie de Mazovie